# Max Shulman
Maximilian Max Shulman (Saint Paul, 14 marzo 1919 – Hollywood, 28 agosto 1998) è stato uno scrittore e giornalista statunitense.
Uno degli scrittori statunitensi più popolari fra gli anni '40 e '60 per i suoi racconti e romanzi umoristici in gran parte ambientati nel mondo dei campus universitari, ebbe molte delle sue opere trasposte per il teatro, il cinema e la televisione, il che lo rese ricco e famoso. 
Con stile piano e avvincente, Shulman descrive in modo esilarante e dissacrante il patinato universo sociale americano, non rinunciando a mettere alla berlina l'american way of life e lasciando trasparire, con sottile ma caustica ironia, le angosce, le ipocrisie, la corruzione, i bisogni indotti, il bigottismo puritano che all'epoca permeavano il suo Paese.

## Biografia
Nato a Saint Paul, ebbe un'infanzia tutt'altro che facile per le cattive condizioni economiche in cui la famiglia versava: i genitori, di religione ebraica, erano da poco immigrati dalla Bielorussia e in Shulman rimarranno impresse le loro frequenti liti, innescate dall'esasperazione della madre, Bessie Karchmar, per le difficoltà del padre Abraham, imbianchino, nel trovare lavoro a causa della Grande depressione.
Shulman crebbe nel quartiere Selby-Dale al tempo abitato prevalentemente da famiglie di poveri immigrati ebrei, manifestando interesse per la scrittura sin da bambino
.»
Frequentò la Saint Paul Central High School, ove si diplomò nel 1936 classificandosi ventiseiesimo sui 665 studenti del suo anno. Qui ebbe come compagno di classe Harry Bud Nye, che poi ritroverà all'università, che come lui diventerà scrittore e con il quale collaborerà alla sceneggiatura dello show televisivo The Dobie Gillis Show tratto da uno dei suoi bestseller. 
Si iscrisse alla facoltà di lettere dell'Università del Minnesota nella vicina Minneapolis con l’intenzione di frequentare ma interruppe gli studi poco dopo e per un anno lavorò in un negozio di alimentari.
Ripresi gli studi, cambiò idea e iniziò a seguire le lezioni del corso di giornalismo della stessa università; prese a frequentare le sedi dei periodici del campus e presto, grazie alle sue doti, entrò nella redazione della rivista umoristica Ski-U-Mah, e in quella del periodico Minnesota Daily sul quale cominciò a tenere una sua rubrica fissa, Sauce for the Gander. 
Il suo talento letterario fu rapidamente riconosciuto ed egli non tardò a entrare in competizione con i numerosi astri nascenti della narrativa statunitense che in quel periodo frequentavano il campus: il citato Bud Nye,  Thomas St. George, Norman Katkov e soprattutto Thomas Heggen.
Con quest'ultimo - nipote o, secondo altre fonti, cugino di Wallace Stegner che al tempo era già un famoso scrittore e che in seguito vincerà il premio Pulitzer - la rivalità fu subito tanto accesa da sfociare in una scazzottata; ciò comunque non impedirà ai due di stringere un legame profondo e duraturo: Shulman e Nye avrebbero dovuto cenare proprio assieme ad Heggen, la sera del 1949 in cui quest'ultimo fu ritrovato morto, appena trentenne, ricco e famoso, nel suo appartamento di New York.
La loro amicizia fu probabilmente consolidata dalla cooperazione in feroci scherzi che li resero famosi nel campus.
All'epoca Shulman amava ritrarre, con stile iperbolico, le spassose disavventure e le difficoltà all'apparenza insormontabili da cui i disorientati studenti universitari erano quotidianamente angustiati. Ma dopo l'attacco di Pearl Harbor del 7 dicembre 1941, il clima nel campus universitario mutò drasticamente e gli stessi articoli di Shulman si fecero più seri, deplorando talvolta la ristretta mentalità provinciale e le banali frivolezze del college. 
Più tardi, a proposito di quel periodo, Shulman confesserà che le lezioni di scrittura apprese nella redazione di Ski-U-Mah si sarebbero rivelate più utili di quelle regolari, tenute nelle aule universitarie.

## Carriera letteraria
Nel 1942, quando ancora era uno studente, un agente letterario della prestigiosa e potentissima casa editrice Doubleday, di passaggio all'Università del Minnesota, lo notò e lo convinse ad intraprendere la carriera di scrittore, offrendogli un contratto per un libro umoristico sulla vita nei college, suggerendo a Shulman di prendere spunto dagli articoli che aveva già scritto nella sua rubrica fissa Sauce for Gander. Tre mesi dopo, conseguita la laurea e appena prima di arruolarsi nell'esercito statunitense impegnato seconda guerra mondiale, uno Shulman appena ventiquattrenne consegnò alla Doubleday il suo romanzo d’esordio, Barefoot Boy with Cheek (1943), che godrà di un'immediata e clamorosa popolarità, diventando un classico della letteratura umoristica d’ambientazione universitaria. 
Durante il conflitto Shulman fu destinato all'ufficio di relazioni pubbliche dell’aeronautica militare e ciò gli consentì di continuare comunque a dedicarsi alla scrittura e terminare altri due racconti: The Feather Merchants (1944), sulle disavventure di un militare fra i borghesi fannulloni (in inglese appunto venditori di piume) e The Zebra Derby (1946) imperniato sulla calda accoglienza che i civili, in particolare le donne, riservavano ai veterani rientrati dal conflitto.
Congedatosi, si trasferì con sua moglie a New York; qui non ebbe difficoltà a trovare lavoro in importanti riviste e nel 1947 si dedicò alla riduzione in commedia musicale di Barefoot Boy with Cheek; poi andò ad Hollywood per lavorare come sceneggiatore.
Intorno al 1945 Shulman creò il personaggio che gli avrebbe dato fama e agiatezza, Dobie Gillis, uno studente universitario perennemente alla ricerca di avventure amorose, spesso disorientato (talvolta rapido come una saetta e dall'intelligenza prontissima, talaltra goffo, noioso e credulone) ma la cui attenzione rimane comunque stabilmente appuntata sulle ragazze. 
Le peripezie e le (sfortunate) gesta galanti di Dobie Gillis, pubblicate sulle riviste Cosmopolitan, The Saturday Evening Post, Good Housekeeping, Today's Woman e The American Magazine,  ebbero vastissima risonanza e ciò spinse Shulman a riunirle in The Many Loves of Dobie Gillis (1951), che pure ottenne un immediato clamoroso successo. 
Significativamente, Shulman dedicò la raccolta
Le vicende di Dobie Gillis saranno poi riprese nel fortunato I was a Teen-Age Dwarf (1959).
Verso la fine del 1946 Tom Heggen gli chiese di collaborare alla stesura dell'adattamento teatrale del suo racconto umoristico Mister Roberts (1946), che aveva goduto di un eccezionale riscontro di vendite proiettando Heggen nel firmamento letterario statunitense.
Nel 1953 decise di spostarsi con la famiglia in Connecticut e qui ebbe come vicino di casa il famoso romanziere e critico letterario Robert Penn Warren con cui strinse una forte amicizia.
In Connecticut, Shulman collaborò con Robert Paul Smith alla commedia The Tender Trap (1954), una comica descrizione delle insidie del matrimonio e un classico esempio di battaglia fra i sessi, che però a Broadway interpretata da Robert Preston e Kim Hunter fu un fiasco; considerevole fortuna al botteghino ottenne invece l'omonimo film (1955) che ne fu tratto, con Debbie Reynolds e Frank Sinatra, di cui Shulman aveva curato la sceneggiatura.
Come sceneggiatore fu poi impegnato nella commedia musicale Always Leave Them Laughing (1949) e nei film Eroe a metà (1953) e I professori non mangiano bistecche (1953) con Van Johnson, Janet Leigh e Hayden Rorke che pure ottenne un ottimo esito commerciale.
Il 1º giugno del 1957 uscì il romanzo Missili in giardino e Shulman finalmente raggiunse la celebrità; il racconto è il ritratto degli abitanti di una sonnolenta cittadina messi in subbuglio dalla notizia che l'esercito ha deciso di stabilire una base missilistica proprio nel loro piccolo centro, e assieme una descrizione umoristica e pungente della vita dell’uomo medio e della società statunitensi negli anni Cinquanta.  Il libro ottenne immediato e vasto successo tanto che rapidamente ne fu tratto l’omonimo film (1958), una versione assai edulcorata del romanzo, con Paul Newman, Joanne Woodward e Joan Collins.
Curiosamente sia in Missili in giardino sia nel successivo A ciascuno il suo fiammifero Shulman cita il liquore Strega.
L’apice della fama Shulman lo toccò però pochi anni dopo, quando videro la luce le versioni cinematografica e televisiva tratte dalla sua raccolta di racconti, la citata The Many Loves of Dobie Gillis (1951).
Gli adattamenti per il cinema, The Affairs of Dobie Gillis (1953), e soprattutto quello per la serie televisiva, The Many Loves of Dobie Gillis (1959-1963) - le cui sceneggiature furono entrambe curate da Shulman - ebbero straordinario successo commerciale e resero Shulman ricco e famoso.
Shulman perfuse poi la sua vena divertente e caustica anche nel racconto Anyone Got a Match (1964) che ritrae le vicende, per lo più le rivalità, di due facoltose famiglie, i cui capifamiglia e le loro mogli sono coinvolti spesso in varie relazioni adulterine, altro tema ricorrente in Shulman; paradossalmente questo lavoro è una mordace satira delle industrie americane del tabacco e della televisione, sebbene proprio una marca di sigarette fosse lo sponsor di una sua rubrica fissa, ‘’On Campus’’, che, fra il 1954 e il 1970 giunse ad essere pubblicata su oltre 350 riviste universitarie statunitensi.
Quello che molti considerano il suo capolavoro, Potatoes Are Cheaper (1971), fu il suo ultimo romanzo; ambientato a Saint Paul, chiaramente autobiografico, è il ritratto di una famiglia ebrea abitante al 701 di Selby Avenue, dove nella realtà Shulman visse l'infanzia; il protagonista, Morris Katz, una sorta di Dobie Gillis ebreo, è indeciso fra una ricca poco attraente ragazza ebrea e una povera ma graziosa ragazza cattolica.
Nel 1978 scrisse la sceneggiatura del film House calls (1978), distribuito in Italia con il titolo Visite a domicilio, con Walter Matthau e Glenda Jackson, e divenne poi capo sceneggiatore per l’omonima serie televisiva che ne fu ricavata, trasmessa in Italia dalla RAI prima e da TMC poi.

In un’intervista del 1988 Shulman ammise di sentirsi ormai fuori posto a Hollywood, che non era più la stessa di quando aveva iniziato a scrivere sceneggiature: 

## Vita privata e morte
Shulman ebbe cinque figli da due matrimoni: il 21 dicembre 1941 sposò la sua compagna di corso all'università Carol S. Rees, che gli diede quattro figli. Carol morì il 17 maggio 1963 e il 14 giugno 1964 Shulman sposò Mary Gordon Bryant, da cui ebbe un altro figlio.
La figlia Martha Rose Shulman è autrice di libri di cucina, giornalista gastronomica per il New York Times e conduttrice di trasmissioni culinarie televisive.
Max Shulman morì a Hollywood il 28 agosto 1988, per un cancro alle ossa.

## Opere (elenco parziale)
- Barefoot Boy With Cheek (1943)
- The Feather Merchants (1944)
- The Zebra Derby (1946)
- Sleep Till Noon (1950)
- The Many Loves of Dobie Gillis (1951) ISBN 9780891909828
- Missili in giardino, 1958, Garzanti; titolo originale Rally Round the Flag, Boys!, 1957
- I Was a Teen-Age Dwarf (1959)
- Anyone Got a Match (1964), pubblicato in italiano da Garzanti nel 1970 con il titolo A ciascuno il suo fiammifero
- Potatoes Are Cheaper (1971)